# Gelao
I Gelao (o anche Klau; 仡佬族S, GēlǎozúP) sono un gruppo etnico facente parte dei 56 gruppi etnici riconosciuti ufficialmente dalla Repubblica popolare cinese, e dei 54 gruppi etnici ufficialmente riconosciuti dal Vietnam.
Ne fanno parte circa 438 000 persone quasi tutte localizzate ad ovest della provincia di Guizhou. Altri vivono in Guangxi, Yunnan and Sichuan. Praticano soprattutto la religione del taoismo.

## Lingua
La lingua Gelao appartiene al ceppo delle lingue Tai-Kadai, anche se oggi solo un quarto dei Gelao la parla ancora. I dialetti Gelao si differenziano molto tra di loro e il cinese cinese viene usata come "lingua franca", la più usata dai popoli Gelao. Sono parlati anche la lingua Miao, Yi e Buyei.
La lingua Gelao non ha un proprio alfabeto e vengono usati per la scrittura i caratteri cinesi.